# Diadochia
Diadochia là một chi bướm đêm thuộc họ Noctuidae.

## Loài
- Diadochia saca Püngeler, 1914